# Roodnektamarin
De roodnektamarin of Geoffroy's tamarin (Saguinus geoffroyi) is een zoogdier uit de familie van de klauwaapjes (Callitrichidae). De wetenschappelijke naam van de soort werd voor het eerst geldig gepubliceerd door Jacques Pucheran in 1845.

## Leefgebied
De roodnektamarin leeft van nature van het centrale deel van Panama tot in het noordwesten van Colombia. Het is hiermee het enige klauwaapje dat ook in Midden-Amerika leeft. In Panama leeft de soort tot net westelijk van de Kanaalzone met geïsoleerde populaties in het westen van het land, zoals bij Boca Brava in de provincie Chiriquí. Waarnemingen uit Costa Rica zijn zeer waarschijnlijk foutief en berusten op verwarring met het geel doodshoofdaapje, dat eveneens als mono tití wordt aangeduid. De roodnektamarin leeft vooral in droogbossen en secundaire bossen met hoge bomen en een dichte ondergroei.

## Uiterlijk
De roodnektamarin heeft een bruin met zwarte vacht met een vrijwel zwarte romp. Daarnaast heeft dit aapje een driehoekvormig deel van witte vacht op de kop. De nek is mahonierood, evenals de lange staart afgezien van de zwarte punt. Afgezonderd van de eerste vinger, zijn alle vingers in het bezit van een klauw. De voorpoten zijn korter dan de achterpoten, maar de roodnektamarin is voornamelijk viervoetig. Daarnaast heeft de roodnektamarin kleine oren en hoektanden die groter zijn dan de snijtanden.
De roodnektamarin heeft een kop-romplengte van 20 tot 29 centimeter en een staartlengte van 31 tot 42 centimeter. Het lichaamsgewicht is tussen de 350 en 545 gram.

## Leefwijze
De roodnektamarin is dagactief en leeft over het algemeen in groepen van 2-19 individuen. Iedere groep heeft een eigen territorium waarvan de grenzen iedere ochtend opnieuw worden gemarkeerd met geurstoffen door de mannelijke dieren. Er wordt agressief gereageerd op indringende soortgenoten. Roodnektamarins zijn luidruchtig en communiceren met elkaar door middel van vogelachtige kreten, onder meer om elkaar te waarschuwen voor roofdieren als roofvogels, slangen of een neusbeer. Op de bosbodem en in de bomen gaan de tamarins op zoek naar voedsel. De nacht brengen deze primaten door in een holle boom.

### Voedsel
Het dieet van de omnivore roodnektamarin bestaat grotendeels uit fruit, noten, sprinkhanen en andere insecten. Daarnaast worden ook nectar, bloemen, slakken, boomkikkers, kleine hagedissen en zelfs jonge vogels en eieren gegeten.

### Voortplanting
Bij de roodnektamarin kunnen meerdere mannetjes met hetzelfde wijfje paren. Het paarseizoen loopt van januari tot februari en na een draagtijd van 140-180 dagen komen de jongen ter wereld. Meestal worden twee jonge tamarins geboren, die elk ongeveer 40 gram wegen. Beide ouders zorgen voor de jongen en meestal worden ze op de rug meegenomen. Na enkele maanden zijn de tamarins zelfstandig en op een leeftijd van twee jaar zijn de diertjes geslachtsrijp.
Roodnektamarins kunnen ongeveer 13-18 jaar oud worden.